# 吉田のしだれ桜
吉田のしだれ桜（よしだのしだれざくら）は、京都府舞鶴市吉田地区にある一本桜のシダレザクラ。樹齢400年といわれる古木と樹齢100年の二対の若木の桜で、観桜シーズンには桜が咲き乱れる。勅勘をこうむり、丹後に配流となった公家の権中納言中院通勝卿の心をなぐさめるため、細川幽斎が京都の吉田山から苗木を移し替えたことに由来するといわれる。
このしだれ桜は舞鶴市吉田地区の曹洞宗瑠璃寺境内に位置し、なかでも樹齢300年といわれる古木は幹周囲2.52m、高さ7mにもなる。1977年、舞鶴市指定文化財（舞鶴市指定天然記念物）にも指定された。観桜シーズンにはライトアップされ、夜間観桜も可能である。

## 設備
公衆トイレがあるが、売店等はない。しかし、ライトアップ時には屋台が出る。

## 交通アクセス
- 舞鶴若狭自動車道舞鶴西IC
- JR西日本 舞鶴線 西舞鶴駅 からバスで約25分